# Charles Maurras : Le chaos et l'ordre
Charles Maurras : Le chaos et l'ordre est une biographie sur le journaliste et homme politique français Charles Maurras, directeur de L'Action française, rédigée par l'écrivain et critique littéraire français Stéphane Giocanti, publiée en 2006.

## Présentation
Le livre est segmenté en sept parties chrono-thématiques. La première intitulée « Les secrets du soleil (1868-1885) » se concentre sur l'enfance et l'adolescence de Charles Maurras en Provence et plus particulièrement à Martigues. La deuxième « Une allée d'arcs de triomphe (1886-1894) » se focalise sur les débuts journalistiques de Maurras et son adhésion au Félibrige. La troisième « Le temps des définitions (1894-1897) » relate la construction intellectuelle au travers de ses rencontres et de ses lectures. La quatrième « Une glèbe sublime... (1898-1912) » s'intéresse aux premières publications phares de Maurras notamment son Enquête sur la monarchie et Anthinéa. La cinquième « La plume et l'épée (1912-1927) » passe en revue la Première Guerre mondiale et la violence militante durant l'entre-deux-guerres. La sixième « Devant l'Allemagne éternelle (1928-1939) » s'intéresse aux positions géopolitiques de Maurras vis-à-vis de l'Allemagne. La septième « Némésis (1940-1952) » se concentre sur la trajectoire de Maurras durant la Seconde Guerre mondiale et la fin de sa vie.

## Critiques
L'historien espagnol Luiz Arranz Notario apprécie la seconde partie du livre qu'il considère comme « la partie la plus estimable et la plus intéressante du livre, [qui] reconstitue la dimension critique littéraire du personnage ».
Le critique littéraire Marin de Viry juge cette « biographie éminemment recommandable ».
Le journaliste Jean Sévillia salue « un travail de discernement » dans lequel l'auteur livre notamment des détails inédits sur la vie sentimentale de Charles Maurras.
L'historien  Santiago Casas considère l'ouvrage comme une « biographie très précieuse, [mais] excessivement centrée sur la France ».